# Can Noguer (Canet d'Adri)
Can Noguer és un conjunt d'edificis originalment d'ús agropecuari a l'oest del veïnat d'Adri (al Gironès) protegit com a bé cultural d'interès local. És un conjunt de quatre edificis al voltant d'una era de batre, tancada en un costat per una porxada. El cos principal de forma basilical, consta d'una planta baixa i dos pisos superiors, coberta de teula àrab a dues vessants, ràfec de doble filera de rajols, amb parets de pedra deixant a la vista els carreus que emmarca les obertures i les cantonades.
La porta principal té la llinda de llosa plana i brancals de pedra. Les finestres de la façana principal tenen llinda, ampit i brancals de pedra a la primera planta. A una façana lateral, les finestres són d'arc escarser, a l'altre les finestres tenen l'ampit, els brancals de pedra i la llinda amb una llosa plana, on hi ha cisellat l'any de construcció. En altres finestres d'aquestes façanes hi ha cisellada una creu llatina.